# رولاند مادن
رولاند مادن (بالإنجليزية: Roland Madden)‏ هو عالم أرصاد أمريكي، ولد في 8 مايو 1938 في شيكاغو في الولايات المتحدة.